# Marquez Callaway
Marquez Antonio Callaway (geboren am 27. März 1998 in Warner Robins, Georgia) ist ein US-amerikanischer American-Football-Spieler auf der Position des Wide Receivers. Er spielte College Football für die University of Tennessee und steht zurzeit bei den Las Vegas Raiders in der National Football League (NFL) unter Vertrag.

## College
Callaway besuchte die Highschool in seiner Heimatstadt Warner Robins, Georgia, und ging ab 2016 auf die University of Tennessee. Dort spielte er College Football für die Tennessee Volunteers. Als Freshman wurde er in sechs Spielen eingesetzt, fing einen Pass für 13 Yards und kam als Punt Returner zum Einsatz. In seiner zweiten College-Saison avancierte er zum Stammspieler und behielt diese Rolle auch in den folgenden beiden Jahren inne. In der Saison 2018 war Callaway mit 592 Yards der führende Passempfänger der Volunteers. Insgesamt fing er in seiner College-Karriere 92 Pässe für 1646 Yards und 13 Touchdowns, zudem erzielte er drei Touchdowns als Punt Returner.

## NFL
Callaway wurde im NFL Draft 2020 nicht ausgewählt und anschließend als Undrafted Free Agent von den New Orleans Saints unter Vertrag genommen. Er schaffte es in den 53-Mann-Kader für die Regular Season. Am ersten Spieltag wurde Callaway nicht in den aktiven Kader für den Spieltag berufen, sein NFL-Debüt gab er in Woche zwei. Insgesamt fing er in seiner ersten Saison in der NFL als Ergänzungsspieler 21 Pässe für 213 Yards. Zudem wurde Callaway als Return Specialist und in den Special Teams eingesetzt. Dabei konnte er zwei Fumbles erobern. Callaway verpasste als Rookie vier Spiele der Regular Season verletzungsbedingt. Er kam in beiden Play-off-Partien der Saints zum Einsatz.
Nach überzeugenden Leistungen in der Saisonvorbereitung und verletzungsbedingten Ausfällen von Michael Thomas und Tre’Quan Smith nahm Callaway in der Saison 2021 eine deutlich größere Rolle ein. Sein erster Touchdown in der NFL gelang ihm am dritten Spieltag gegen die New England Patriots. Beim 33:22-Sieg über das Washington Football Team in Woche 5 fing Callaway zwei Touchdownpässe, darunter eine Hail Mary von Jameis Winston über 49 Yards zum Ende der ersten Halbzeit. Mit 698 Yards Raumgewinn und sechs Touchdowns war Callaway der erfolgreichste Wide Receiver der Saints in der Saison 2021.
In der Saison 2022 sah Callaway infolge der Neuverpflichtungen von Jarvis Landry, Chris Olave und Rashid Shaheed deutlich weniger Spielzeit, aufgrund zahlreicher verletzungsbedingter Ausfälle spielte er nach Olave jedoch die zweitmeisten Snaps auf der Wide-Receiver-Position. Ab dem zwölften Spieltag fing Callaway keinen Pass mehr und Shaeed kam deutlich häufiger zum Einsatz. Callaway blieb mit insgesamt 16 gefangenen Pässen für 158 Yards und einem Touchdown weitgehend unauffällig.
Am 24. März 2023 nahmen die Denver Broncos Callaway unter Vertrag. Er schaffte es nicht in den 53-Mann-Kader für die Regular Season und wurde Ende August vor Saisonbeginn entlassen. Am 31. August 2023 schloss Callaway sich dem Practice Squad der Las Vegas Raiders an. Am 10. Oktober 2023 wurde er von den Raiders entlassen.
Am 21. November 2023 kehrte Callaway zu den Saints zurück, die ihn für ihren Practice Squad unter Vertrag nahmen. Im Januar 2024 unterschrieb Callaway für die Saison 2024 bei den Pittsburgh Steelers. Er wurde noch vor Saisonbeginn am 30. Juli 2024 entlassen. Zwei Tage später schloss Callaway sich ein weiteres Mal den New Orleans Saints an, die ihn jedoch zehn Tage später bereits wieder entließen. Am 16. Oktober 2024 nahmen die Tampa Bay Buccaneers Callaway für ihren Practice Squad unter Vertrag. Bei den Buccaneers wurde er für zwei Spiele vom Practice Squad aktiviert und nach der Saison Free Agent.
Am 11. August 2025 gaben die Las Vegas Raiders seine erneute Verpflichtung bekannt.

### NFL-Statistiken
| Saison                             | Team                 | Spiele | Spiele | Receiving | Receiving | Receiving | Receiving | Receiving | Fumbles | Fumbles |
| Saison                             | Team                 | GP     | GS     | Rec       | Yds       | Avg       | Lng       | TD        | Fum     | Lost    |
| ---------------------------------- | -------------------- | ------ | ------ | --------- | --------- | --------- | --------- | --------- | ------- | ------- |
| 2020                               | New Orleans Saints   | 11     | 3      | 21        | 213       | 10,1      | 27        | 0         | 0       | 0       |
| 2021                               | New Orleans Saints   | 17     | 11     | 46        | 698       | 15,2      | 58        | 6         | 0       | 0       |
| 2022                               | New Orleans Saints   | 14     | 3      | 16        | 158       | 9,9       | 33        | 1         | 0       | 0       |
| 2023                               | New Orleans Saints   | 3      | 0      | 0         | 0         | –         | 0         | 0         | 0       | 0       |
| 2024                               | Tampa Bay Buccaneers | 2      | 0      | 0         | 0         | –         | 0         | 0         | 0       | 0       |
| Total                              | Total                | 47     | 17     | 83        | 1069      | 12,9      | 58        | 7         | 0       | 0       |
| Quelle: pro-football-reference.com |                      |        |        |           |           |           |           |           |         |         |